# Liga Espanhola de Basquetebol de 1963
A Temporada da Liga Espanhola de Basquetebol de 1963 foi a sétima edição da Liga Espanhola disputada entre 13 de janeiro de 1963 e 1 de maio de 1963. O Real Madrid conquistou seu sexto título e o cestinha da competição foi Emiliano Rodríguez do Real Madrid com 319 pontos.

## Clubes e Sedes
| Clube          | Cidade    |
| -------------- | --------- |
| Real Madrid CF | Madrid    |
| Club Juventud  | Badalona  |
| Estudiantes    | Madrid    |
| Picadero JC    | Barcelona |
| Club Tritones  | Saragoça  |
| Club Águilas   | Bilbao    |
| CB Aismalíbar  | Moncada   |
| Club Agromán   | Madrid    |
| Canoe NC       | Madrid    |
| CD Layetano    | Barcelona |
| CF Barcelona   | Barcelona |
| UD Montgat     | Montgat   |

## Classificação

### Grupo A
| Pos | Equipe         | Pld | V | D | P+  | P-  | Pts | Classificação ou Rebaixamento  |
| --- | -------------- | --- | - | - | --- | --- | --- | ------------------------------ |
| 1   | Real Madrid CF | 10  | 9 | 1 | 808 | 487 | 19  | Classificado para a fase final |
| 2   | CB Estudiantes | 10  | 8 | 2 | 672 | 537 | 18  | Classificado para a fase final |
| 3   | Club Tritones  | 10  | 5 | 5 | 460 | 534 | 15  |                                |
| 4   | Club Agromán   | 10  | 3 | 7 | 477 | 588 | 13  |                                |
| 5   | Club Águilas   | 10  | 3 | 7 | 494 | 617 | 13  |                                |
| 6   | Canoe NC       | 10  | 2 | 8 | 466 | 614 | 12  | playoff de rebaixamento        |

### Grupo B
| Pos | Equipe               | Pld | V  | D  | P+  | P-  | Pts | Classificação ou Rebaixamento  |
| --- | -------------------- | --- | -- | -- | --- | --- | --- | ------------------------------ |
| 1   | Picadero JC          | 10  | 10 | 0  | 676 | 510 | 20  | Classificado para a fase final |
| 2   | Juventud de Badalona | 10  | 6  | 4  | 657 | 561 | 16  | Classificado para a fase final |
| 3   | CB Aismalíbar        | 10  | 6  | 4  | 624 | 548 | 16  |                                |
| 4   | CD Layetano          | 10  | 5  | 5  | 545 | 563 | 15  |                                |
| 5   | UD Mongat            | 10  | 3  | 7  | 567 | 628 | 13  |                                |
| 6   | CF Barcelona         | 10  | 0  | 10 | 440 | 699 | 10  | playoff de rebaixamento        |

## Fase Final
| Pos | Equipe               | Pld | V  | D | P+  | P-  | Pts |  |
| --- | -------------------- | --- | -- | - | --- | --- | --- |  |
| 1   | Picadero JC          | 10  | 10 | 0 | 676 | 510 | 20  |  |
| 1   | Real Madrid CF       | 6   | 5  | 1 | 531 | 410 | 11  |  |
| 2   | CB Estudiantes       | 6   | 3  | 3 | 405 | 419 | 9   |  |
| 3   | Juventud de Badalona | 6   | 3  | 3 | 391 | 473 | 9   |  |
| 4   | Picadero JC          | 6   | 1  | 5 | 370 | 395 | 7   |  |

| Campeões 1962-63      |
| --------------------- |
| Real Madrid 6º Titulo |

## Playoffs de rebaixamento
| Equipe 1 | Total  | Equipe 2     | 1.º jogo | 2.º jogo |
| -------- | ------ | ------------ | -------- | -------- |
| Canoe NC | 89–106 | CF Barcelona | 50–60    | 39–46    |